# Oreoweisia subintegra
Oreoweisia subintegra är en bladmossart som beskrevs av Brotherus och Thériot in Thériot 1929. Oreoweisia subintegra ingår i släktet alpmossor, och familjen Dicranaceae. Inga underarter finns listade i Catalogue of Life.